# Ново-Голутвин монастырь
Ново-Голутвин монастырь, или Свято-Троицкий Ново-Голутвин монастырь — женский монастырь Коломенской епархии Русской православной церкви, расположенный в городе Коломне. Основан в 1799 году.  До 1919 года был мужским монастырем. В 1989 году открыт как женский.

## История

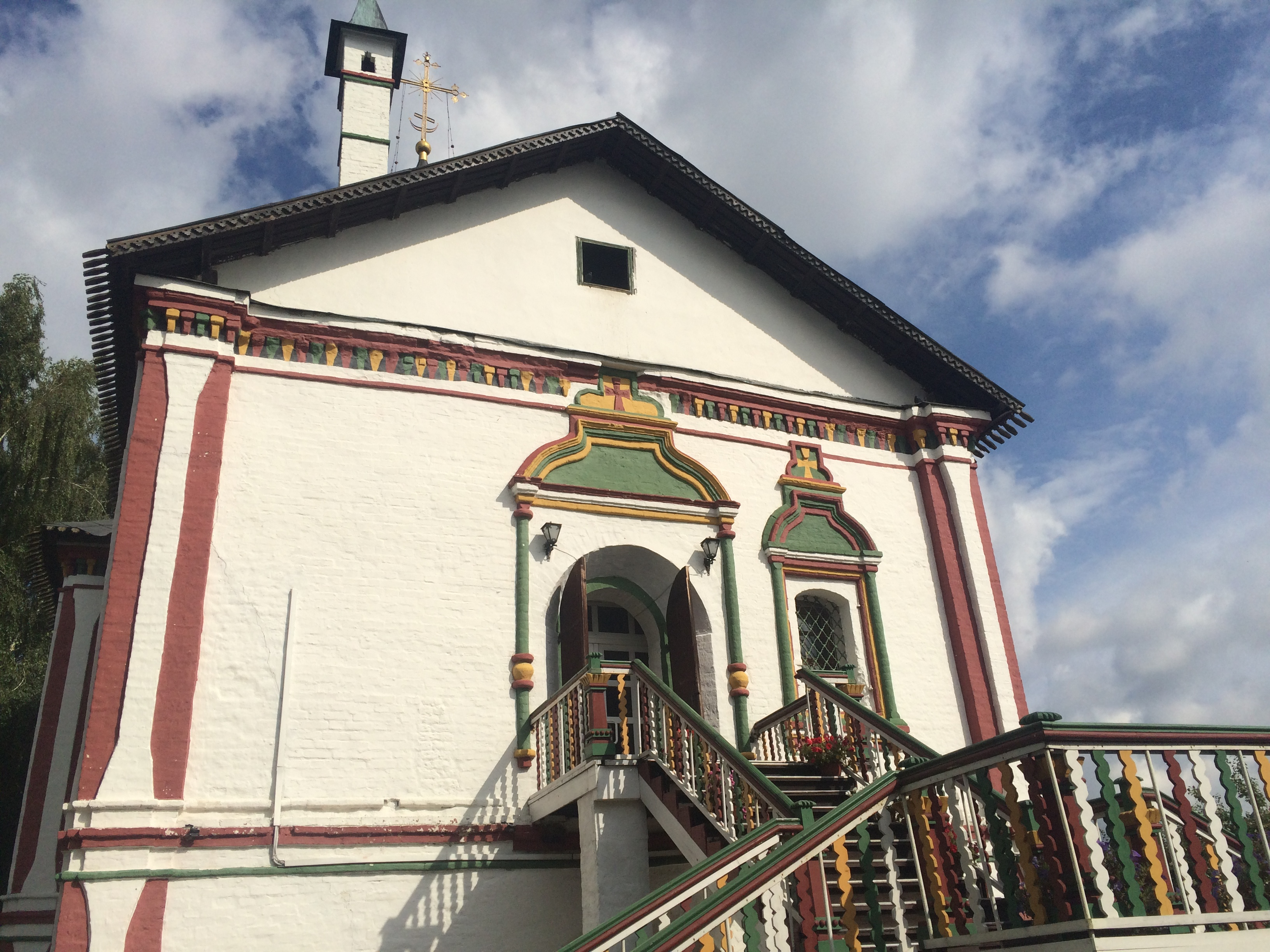
Храм Святой Троицы

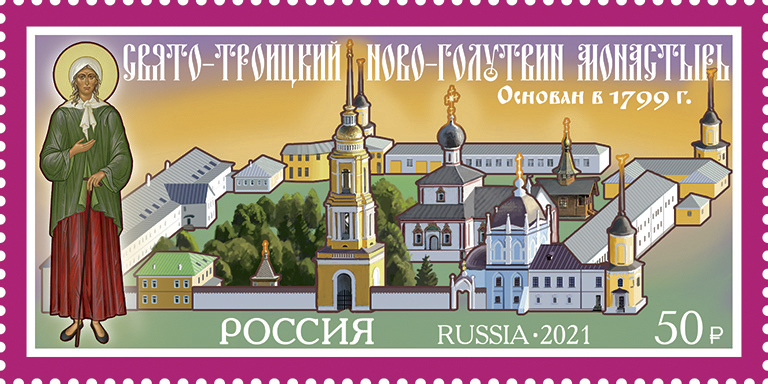
Почтовая марка, 2021 год

В 1799 году была упразднена Коломенская епархия. В 1800—1801 годах по инициативе митрополита Московского и Коломенского Платона (Левшина) в комплекс архиерейского дома, расположенного на Соборной площади Коломенского кремля, чтобы избежать его разрушения или превращения в казармы, была переведена братия Богоявленского Голутвина монастыря. В комплексе архиерейского дома был устроен новый монастырь, который стал называться Свято-Троицким Ново-Голутвиным. От архиерейского дома Ново-Голутвину монастырю достались здания XVII—XVIII веков: храм Святой Троицы (1680—1705 год), архиерейский и семинарский корпуса (начало 1680-х годов). Богоявленский Голутвин монастырь стал именоваться Старо-Голутвиным, но монашеская жизнь в нём прекратилась. Ново-Голутвину монастырю был присвоен 2-й класс, его настоятели имели сан архимандритов.
В 1823 году в монастыре начали проводиться масштабные строительные работы. К северной стороне бывшего архиерейского корпуса была пристроена кирпичная церковь преподобного Сергия Радонежского с приделом Преображения Господня, которая служила домовою церковью настоятеля (ныне церковь Покрова Пресвятой Богородицы).
В 1820-х годах на месте прежней ограды была возведена новая с 2 воротами и 3 угловыми башнями, декор которых имитирует средневековую крепость: граненые основания, карнизы-машикули, небольшие купола со шпилями. В 1825 году была построена 55-метровая 3-ярусная колокольня со святыми воротами — одна из самых высоких в городе, в стиле позднего классицизма (ампира). 
После 1871 года обитель оказалась в «совершенном упадке и нищете, во всех отношениях». Причиной запустения монастыря архимандрит Пимен (Мясников) считал в его штатном устройстве, то есть монастырь получал содержание в известных определенных размерах и имел в своем составе число монашествующих, определенное по штату. Митрополит Московский и Коломенский Иннокентий (Вениаминов) видел причину опустения монастырей в общем падении нравственности и духовности в обществе. По его мнению, для сохранения и укрепления монашества необходимо было осуществить перевод штатных мужских монастырей в общежительные. 26 ноября 1871 года по его инициативе монастырь был преобразован из штатного в строгообщежительный.
В 1876 году в монастыре был освящён храм во имя преподобного Сергия Радонежского (ныне Покровская церковь). К концу XIX века «все храмы были приведены в совершенный порядок; ризница стала не только достаточна, но обильна; все здания обновлены, архиерейский дом исправлен и приведён в наилучший вид, трапеза и келии устроены как нельзя лучше; заведено стройное пение, правильное чтение, богослужения стали совершаться согласно с уставом без малейшего отступления».
С начала 1919 года часть помещений монастыря заняло управление уездной и городской милиции. Около 1919 года Ново-Голутвин монастырь был закрыт. Кельи монастыря переданы местному населению под жильё, а Троицкий храм был обращён в приходской. В 1929 году Троицкий храм был закрыт. Здания монастыря перешли в пользование многочисленных жильцов и организаций. В 1940—1950 годах церковь Святой Троицы сдавалась в аренду швейно-ремонтной артели, Сергиевская — в аренду мастерской «Мособлхудожфонда». Храмы монастыря претерпели значительные изменения. В 1973 году в бывшем монастыре начались реставрационные работы трестом «Мособлстройреставрация». В Троицком храме была разобрана поздняя западная паперть, по архивным и иконографическим материалам восстановлен первоначальный облик здания — наличники окон, порталы, лопатки фасадов. В процессе восстановления декора художник А. Д. Червяков выполнил проект полихромной окраски храма.
31 октября 1988 года Русской православной церкви для устроения первой женской общежительной обители в Московской епархии был передан комплекс зданий бывшего Ново-Голутвинского монастыря, включающий следующие постройки: архиерейский корпус (бывший братский корпус) с Покровской церковью, Троицкая церковь, трапезная, колокольня, семинарский корпус. 13 мая 1989 года Патриарх Пимен подписал указ об открытии Свято-Троицкого Ново-Голутвина монастыря.
В 1990 году в подклете Троицкого храма была освящена церковь в честь блаженной Ксении Петербургской. Своды этой церкви расписаны усилиями сестёр, в 1999 году был установлен керамический иконостас. 
В 1996 году при бывшем братском корпусе был освящён храм в честь Покрова Пресвятой Богородицы с приделом во имя преподобного Сергия Радонежского. В 1998 году главная лестница Троицкого храма была украшена резными деревянными столбами, балясинами, раскрашенными по аналогии с полихромной росписью фасадов. В 1999 году была расписана трапезная часть Троицкого храма, в 2003 году — выложены мозаикой полы, в 2004 году установлен новый иконостас. 6 февраля 2002 года состоялось освящение часовни в честь равноапостольного князя Владимира и великомученицы Анастасии. 1 сентября 2010 года митрополит Крутицкий и Коломенский Ювеналий совершил великое освящение придела в честь преподобного Сергия Радонежского Покровского храма.

## Здания
- Храм Святой Троицы. Построен в 1680—1705 годах. Церковь кирпичная, бесстолпная, одноглавая, на высоком подклете, сооружена в местных, несколько упрощенных формах московского барокко. Двусветный центральный четверик храма, перекрытый сомкнутым сводом, с трех сторон окружён галереей. В оформлении фасадов использованы детали, ведущие происхождение от «нарышкинского» барокко конца XVII века, такие как форма наличников окон и портала, и элементы древнерусского зодчества, такие как зубчатый карниз и элементы порталов. Углы фасадов оформлены широкими лопатками, имеющие сверху узкие «пилястры» с расширением вверху и внизу[6].
- Храм Покрова Пресвятой Богородицы с приделом преподобного Сергия Радонежского. Кирпичная двухъярусная церковь возведена в начале XIX века в псевдоготическом стиле[2]. Храм имеет высокий четверик, верхний ярус которого завершён высокой выпуклой четырехгранной кровлей. В оформлении фасадов использованы ордерное членение стен, характерное для классицизма, и готические элементы декора окон. Между стрельчатыми окнами и на углах четверика имеются пилястры с белокаменными стилизованными капителями. На кровле, над пилястрами, по три на каждом фасаде помещены пирамидальные белокаменные пинакли. В художественном облике храма использован декоративный приём сочетания краснокирпичных стен с богатым белокаменным декором[10].
- Храм Блаженной Ксении Петербургской. Находится в подклете храма Святой Троицы. Освящён в 1990 году[8].
- Часовня в честь равноапостольного князя Владимира и великомученицы Анастасии. Освящена в 2002 году[9].

## Святыни

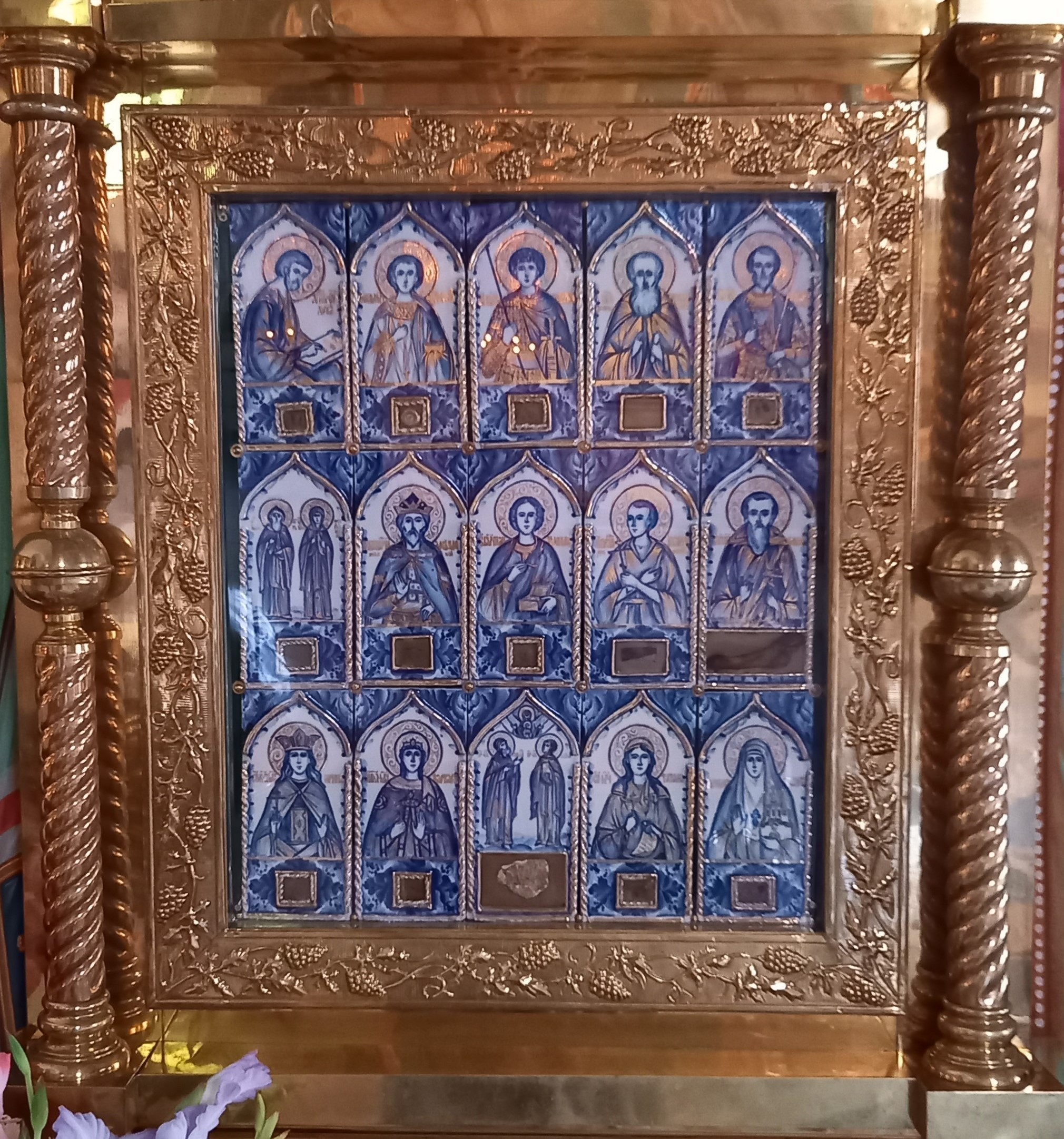
Икона-мощевик, с частицами мощей 15-ти святых

- Частицы мощей апостолов Петра и Павла, Андрея Первозванного, Луки, равноапостольного князя Владимира, великомучеников Пантелеимона и Георгия Победоносца, первомученика архидиакиакона Стефана, святителей Григория Богослова, Григория Паламы, Спиридона Тримифунтского, Феофана Затворника, Луки (Войно-Ясенецкого), Евфимия Новгородского, священномученика Дионисия Ареопагита, великомучениц Ирины и Варвары, благоверных князей Александра Невского, Петра и Февронии и других[1],
- Икона-мощевик, с частицами мощей 15-ти святых,
- Список иконы Божией Матери «Скоропослушница»,
- Икона великомученика Пантелеимона с частицей мощей,
- Икона праведного Феодора Ушакова с частицей мощей,
- Икона праведной Матроны Московской с частицей мощей,
- Икона преподобномученицы Елизаветы Федоровны с частицей мощей,
- Чтимая икона блаженной Ксении Петербургской,
- Чтимая икона святителя Николая Чудотворца[11].